# 热袍菌目
热袍菌目（学名：Thermotogales），也称作栖热袍菌目，为热袍菌纲的一目细菌。此目细菌的模式属为热袍菌属(Thermotoga)。

## 下级分类
本科包括以下属：
- 高温杆菌科 Fervidobacteriaceae Bhandari and Gupta 2014
  - 高温杆菌属 Fervidobacterium Patel et al. 1985
  - Thermosipho Huber et al. 1989
- 热袍菌科 Thermotogaceae Reysenbach 2002